# Ilija Zovko
Ilija Zovko (Imotski, 10. kolovoza 1941. – Split, 9. studenog 2009.) je bio hrvatski kazališni, televizijski i filmski glumac i dramatik. Bio je glumac splitskog HNK.

## Životopis
Rodio se je u Imotskom 10. kolovoza 1941. godine.Nakon završetka Pedagoške Akademije u Dubrovniku, radio je u Krivodolu, Mljetu i Imotskom. Bio je ravnatelj Narodnog Sveučilišta Imotski. Kazalištem se počeo baviti utemeljivanjem dramskih amaterskih družina Zagora te Klubu 19. Prvu monodramu odigrao je 1959. Za tu interpretaciju monodrame I dajem ti doznanja koju je odigrao čak 1500 puta na svim kontinentima, te za nju biva nagrađen na Festivalu monodrame i pantomime 1976. u Zemunu, nakon čega se posvećuje isključivo glumi. Prvi angažman u splitskom Hrvatskom narodnom kazalištu dobiva u Brešanovoj Svečanoj večeri u pogrebnom poduzeću (1979.), a 1992. postaje stalni član dramskog ansambla toga kazališta. Odigrao je mnoge komade u matičnoj kazališnoj kući (Velika magija, Skup, Libar o’ libra Marka Uvodića Splićanina, Dekameron, Kad se mi mrtvi pokoljemo, Poloneza Oginskog, Antigona, kraljica u Tebi, Otok svetog Ciprijana, Jo ča je život lip, Nevažne priče, Mandragola, Kate Kapuralica, Ribarske svađe, Tetovirana Ruža, Oprosti Stipe,Francuzica) i izvan nje (Plavi Božić, Bižmo ća), kao i na velikom platnu (Pakleni otok, Život sa stricem, Kanjon opasnih igara, Posljednja volja, Fine mrtve djevojke, što je Muškarac bez brkova?). Bio je stalni suradnik na Radiju Split, kao autor emisije Kad se smijah, tad i bijah, koju su činili humoristični i satirični komentari dnevnih događanja. Dobitnik je brojnih nagrada, Marula, Nagrade hrvatskog glumišta, nagrada Ivo Serdar i Marko Fotez. Zovko je napisao i četiri dramska teksta: Oprosti Stipe, 2002., Francuzica, 2005., Ženica, 2007., Priredba, 2008., a zajedno su objavljeni u knjizi Poker lišina 2008.
Zovkov kazališni svijet, pisan ili izvođen, otkrivao je iznova male ljude, društvene marginalce, nevažne sudbine i njihove ne nevažne priče.
Komad Francuzica praizvedne je u HNK u Splitu 2005. godine. Na 66. Splitskom ljetu premijerno je izvedena 24. srpnja 2020., u režiji Trpimira Jurkića i Snježane Sinovčić Šiškov.

## Filmografija

### Televizijske uloge
- "Urota" kao Radoš (2008.)
- "Kiklop" (1983.)
- "Nepokoreni grad" (1982.)

### Filmske uloge
- "Dva sunčana dana" kao pastir (2010.) - postumna uloga
- "Jasmina" kao Ive (2010.) - postumna uloga
- "Najveća pogreška Alberta Einsteina" (2006.)
- "Što je muškarac bez brkova?" kao Jure (2005.)
- "Fine mrtve djevojke" kao nepoznati gospodin i otac (2002.)
- "Posljednja volja" kao poštar (2001.)
- "Majstor" (2001.)
- "Da mi je biti morski pas" kao čovjek s ovratnikom (1999.)
- "Kanjon opasnih igara" kao Šima (1998.)
- "Život sa stricem" kao direktor škole (1988.)
- "Zadarski memento" kao vozač konjske zaprege (1984.)
- "Kiklop" (1982.)
- "Liberanovi" (1979.)
- "Pakleni otok" kao Jordo (1979.)